# 転宅
転宅（てんたく）は古典落語の演目。別名に義太夫語り（ぎだゆうかたり）。さる豪商の妾宅に忍び込んだ泥棒が、家主である妾にやりこまれる滑稽噺。
題である「転宅」とは引越しの意。また別題の「義太夫」とは義太夫節のことであり、この場合、特に三味線の弾き語りを行う女性演者（時に太夫）を指す。

## あらすじ
さる大店の主人が囲っている妾宅。旦那が妾のお梅に大金を預けて帰宅後、その金を狙って泥棒の男が入る。しかし、男は間抜けで、膳の残りを見つけると呑気に食べ始め、お梅に見つかってしまう。彼女は慌てることなく、平然と接し、実は自分も泥棒の仲間だと明かす。この家の旦那を騙して金目のものを奪うつもりであったので、いい機会だから家のものを叩き売って今すぐここから一緒に逃げようとお梅は提案するが、泥棒は騙されるどころかすっかり女に惚れ込んでしまい、どうせ自分たちしかいないのだから今夜はここに泊まろうとまで言い始める。そこでお梅は2階に旦那の友人たち（もしくは腕の立つ用心棒）がいると脅し、泥棒をすぐに家から去らせるように誘導する。そして、お梅は約束の証として紙入れ（財布）も奪った上で明日、家が留守になったら、その合図として外に出しているタライを片付けるから、それを見て家に入ってきなさいと言う。すっかりその気になった泥棒は明日を楽しみにして家を出る。
翌日。家にやってくるが約束のタライは出しっぱなしになっている。仕方なく近所をうろつき様子を伺うが、タライが仕舞われる気配はない。仕方なしに泥棒はお梅の親戚を名乗って近所の家の者から話を聞こうとする。家の者は泥棒をまったく疑わずに、昨夜とても面白いことがあったとして話し始める。それは昨夜、お梅の家に間抜けな泥棒が入るが、聡明な彼女は上手く泥棒を騙し、追い返したという話であった。すぐに帰ろうとしないからお梅は咄嗟に2階に人がいると嘘をついたが、泥棒はここが平屋であることにも気づかず、最後は金まで巻き上げた、と笑いながら家の主は話すが、泥棒はそれが自分の話だとはまったく気が付かない。最後に泥棒は、お梅さんはどうなったのかと問うと、本当に泥棒が戻ってきたら怖いから避難のために早朝に引っ越した（転宅）と教えられる。それを聞いた泥棒は言った。
「えっ、転宅（洗濯）？　どうりでタライが出てるわけだ」

## バリエーション
話の筋は概ね同じだが主人の正体が大泥棒で、お梅はその妾と名乗るものもある。その場合、お梅は泥棒に夫婦になることを約束し、今の旦那と別れるための話し合いを明日するから、それが済んだら来てほしい、という展開になる。
また、サゲについても最後に騙されたことに気づいた泥棒がお梅の正体について尋ねた際に「何でも旅回りの義太夫だそうで」「どうりで上手く騙られた（語られた）」で落とすものもある。特にこの場合の合図はタライではなく、三味線の音色になっている。